# Tueba Menayane
Tueba Menayane (né le 13 mars 1963 à Kinshasa, à l'époque en République du Congo-Kinshasa, aujourd'hui en République démocratique du Congo) est un joueur de football international congolais (RDC), qui évoluait au poste de milieu de terrain.

## Biographie

### Carrière en club
Tueba Menayane joue 169 matchs et inscrit 8 buts en première division portugaise entre 1986 et 1993. Avec l'équipe du Benfica Lisbonne, il participe à la Coupe d'Europe des clubs champions.

### Carrière en sélection
Avec l'équipe du Zaïre, il joue entre 1988 et 1992.
Il figure dans le groupe des sélectionnés lors des CAN de 1988 et de 1992. Il atteint les quarts de finale de cette compétition en 1992.

## Palmarès
Benfica
| - Championnat du Portugal (1) : - Vainqueur : 1986-87. - Coupe du Portugal (1) : - Vainqueur : 1986-87. |  | - Supercoupe du Portugal (1) : - Vainqueur : 1986. - Coupe des clubs champions : - Finaliste : 1987-88. |